# Haus „Zum Schwarzen Horn“

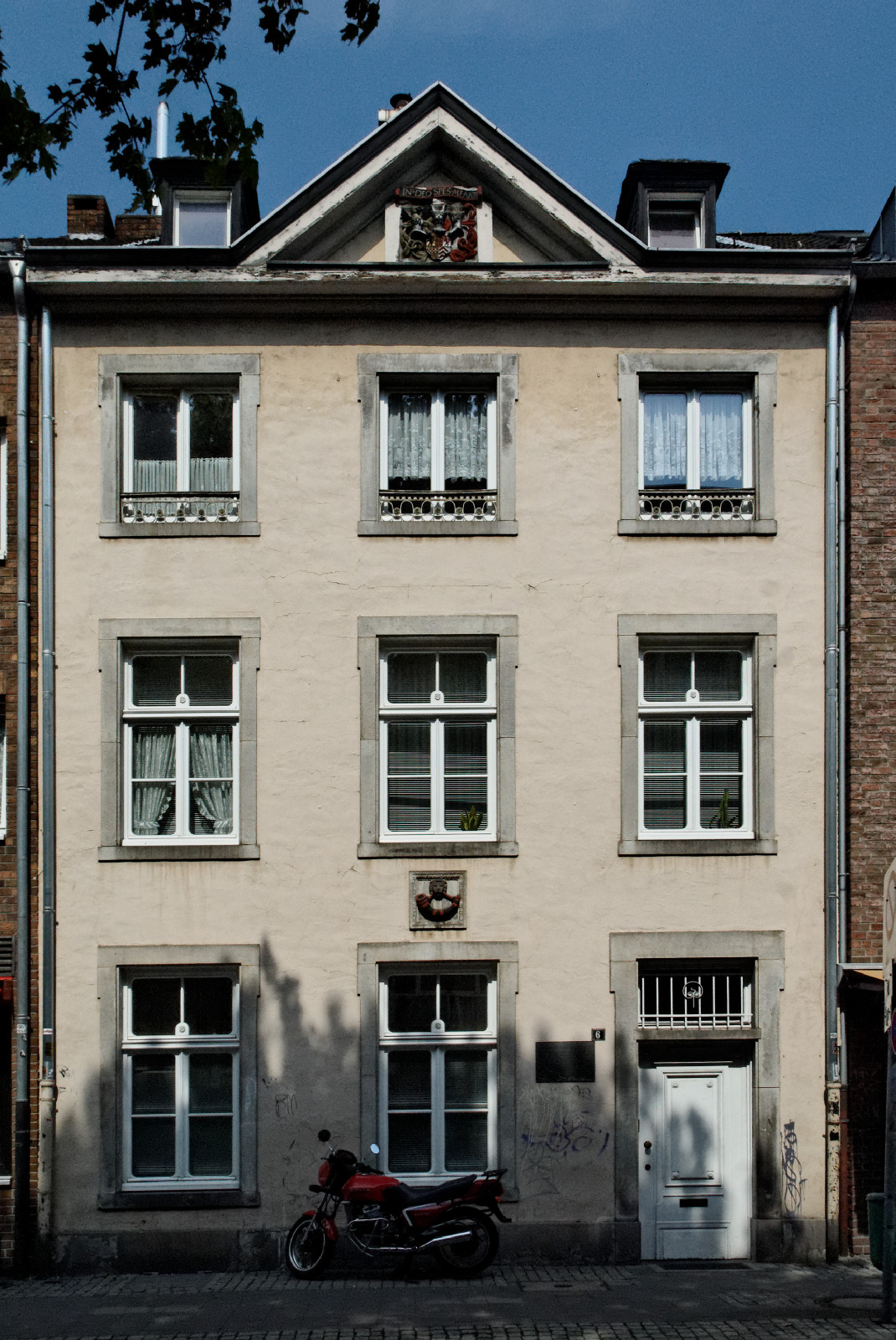
Ratinger Straße 6 (2011)

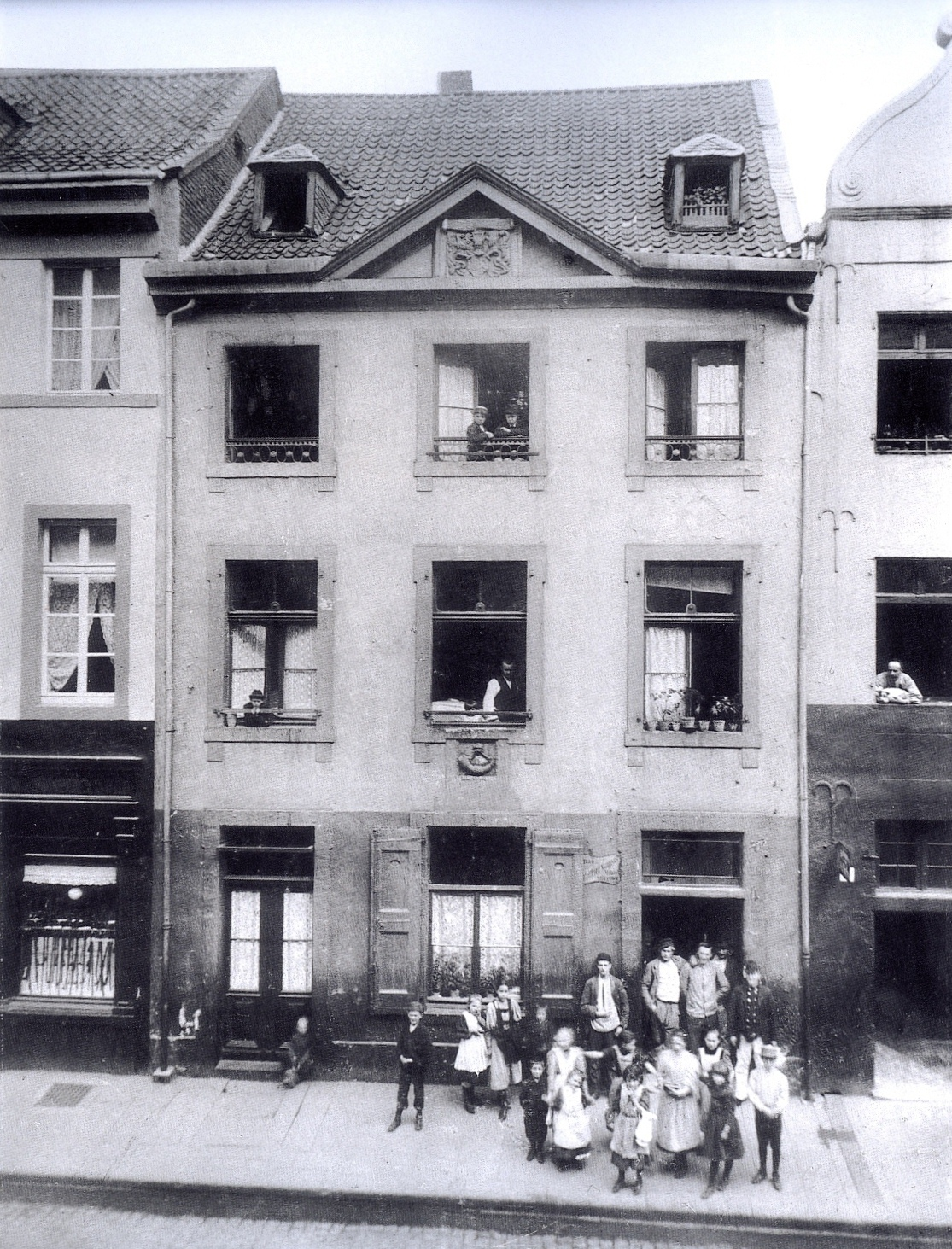
Haus „Zum Schwarzen Horn“ (1890)

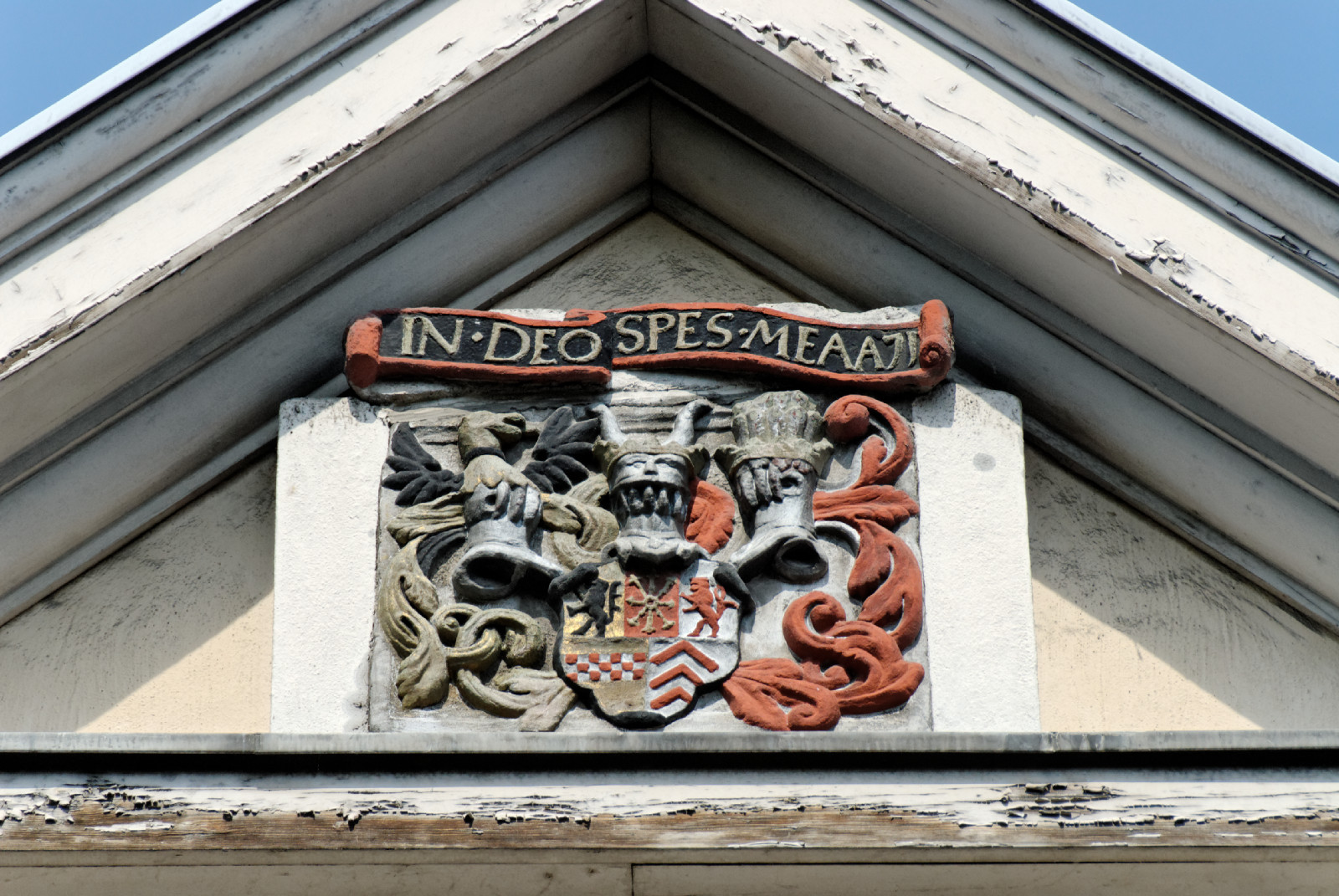
Wappenrelief am Giebel

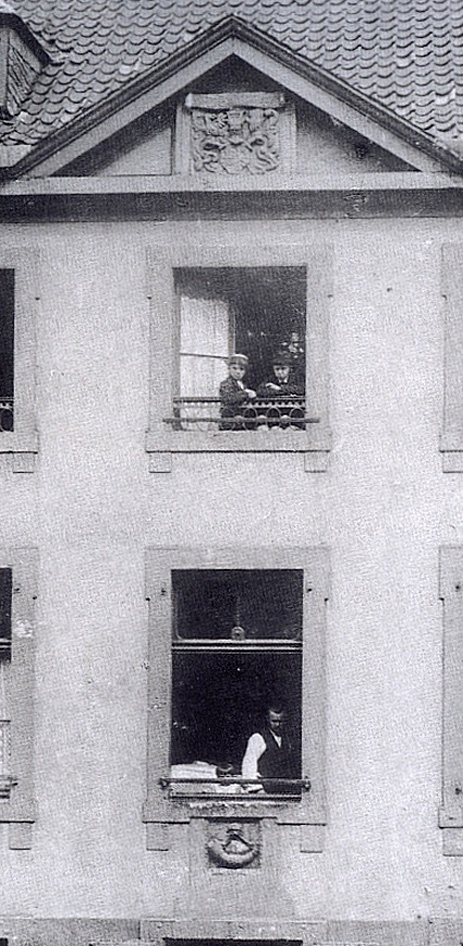
Mittelachse des Hauses „Zum Schwarzen Horn“

Das Haus „Zum Schwarzen Horn“ befindet sich an der Ratinger Straße 6 in Düsseldorf. Das denkmalgeschützte Gebäude war das alte Düsseldorfer Rathaus. Hier residierten von 1470 bis 1544 Bürgermeister und Stadträte.

## Beschreibung
Nach Jörg Heimeshoff ist das Baujahr des dreigeschossigen Profanbaus unbekannt. 1780 wurde die Fassade im Stil des Barock umgestaltet. 1957 wurde das Haus bis auf die Fassade wegen mangelnder Standfestigkeit abgebrochen und danach neu errichtet. Das Gebäude hat eine Putzfassade, die in drei Achsen untergliedert ist. Der Eingang befindet sich auf der rechten Seite und zeigt ein Oberlicht. Tür- und Fensteröffnungen haben Faschen mit Eselsohren. Über dem mittleren Fenster im Erdgeschoss ist das Relief eines schwarzen Hüfthorns zu sehen, wonach auch das Haus benannt wurde. So gehörte das Haus im Jahre 1581 dem Stadtrentmeister Johann von Berck, der auch Schwarzhorn genannt wurde. Im Tympanon des Giebels über der mittleren Achse befindet sich Relief mit dem herzoglichen Wappen und dem Wahlspruch In Deo Spes Mea A 71 (In Gott ist meine Hoffnung, Anno 71).

## Geschichte
Das Gebäude war bis zum 16. Jahrhundert das Bürgerhaus (Rathaus) in der Vorstadt. Bürgermeister und Rat der Stadt Düsseldorf veräußerten es zwischen 1500 und 1532 an Johann von Berck. Ein Nachkomme Bercks war Johann von Berck, der Schwarzhorn genannt wurde und im Jahre 1581 Stadtrentmeister war. Der Familie Berck gehörte sehr lange das Gebäude. Es wurde schließlich am 13. Mai 1639 von Heinrich Berck, kurfürstlicher brandenburgischer Richter und Rentmeister, erworben. Danach kam das Haus zu Sevenaer, danach an die Eheleute Erich Keller und Catharina Daniels. Ab 1661 gehörte es dem Bäcker Beter von Bockum und seiner Frau Elisabeth Dehren. 1715 gehörte das Haus den Eheleuten Franz Adam Schmitz und Elisabeth Wolf. 1758 zählte es zu den Häusern, die durch das Bombardement der Hannoveraner beschädigt wurden. Ab 1774 war Heinrich Joseph Juppen hier Gastwirt. 1780 wurde es verkauft. 1793 suchte der russische Feldzeugmeister Freiherr von Elmpt das Haus auf. Anfang des 19. Jahrhunderts wohnte hier der Dichter Christian Dietrich Grabbe.